# Smithville (Missisipi)
Smithville – miasto w Stanach Zjednoczonych, w stanie Missisipi, w hrabstwie Monroe.